# Hubert Vos

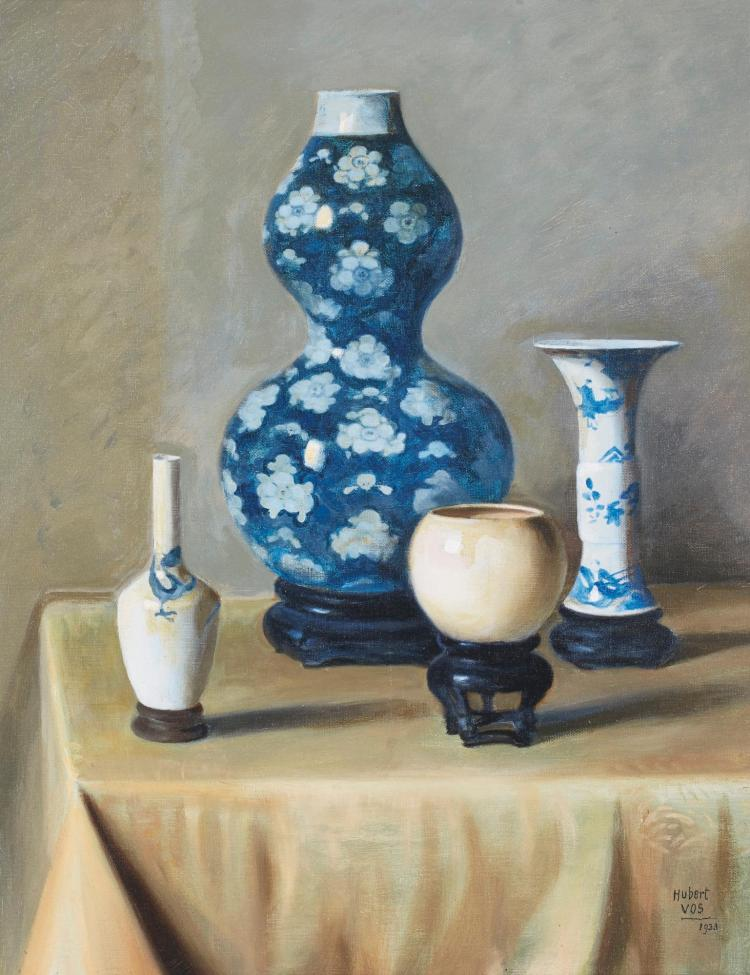
Stillleben

Hubert Vos (* 15. Februar 1855 in Maastricht; † 8. Januar 1935 in New York City) war ein niederländischer Maler.
Vos war Student der Académie royale des Beaux-Arts de Bruxelles bei Jean-François Portaels und Ernest Blanc-Garin, später in Paris an der École nationale supérieure des Beaux-Arts de Paris unter der Leitung von Fernand Cormon, studierte auch in Rom, war Mitglied von „Arti et Amicitiae“ in Amsterdam.
Er heiratete Aline Watteau, Familienmitglied des berühmten Rokoko-Malers Jean-Antoine Watteau, und hatte mit ihr eine Tochter Isolde und einen Sohn Marius.
Von 1885 bis 1892 war er in England tätig und stellte in Royal Academy of Arts aus. 1892 begab er sich nach den Vereinigten Staaten, um an der Errichtung des niederländischen Pavillons von World’s Columbian Exposition 1893 mitzuwirken. Er erhielt die amerikanische Staatsbürgerschaft.
1897 lernte er in New York die Hawaiianerin Eleanor Kaikilani Graham kennen. Er heiratete sie und wurde Vater der Tochter Marguerite. Das Paar machte eine Weltreise und besuchte u. a. Hawaii und Korea. Vos reiste dann in den ersten Jahren des 20. Jahrhunderts durch die Vereinigten Staaten. Er malte die einheimische Bevölkerung und lebte eine Zeitlang bei den Sioux.

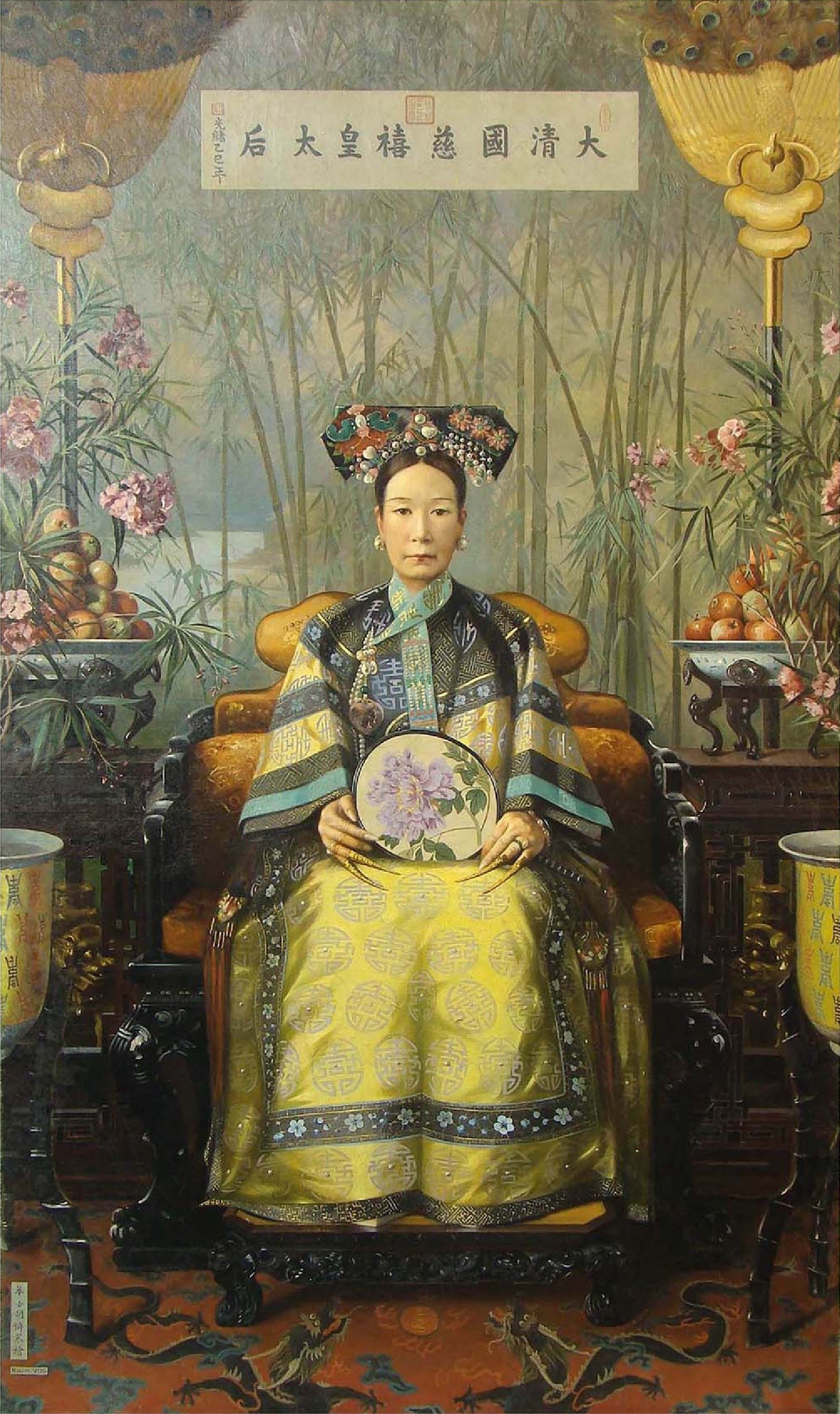
Kaiserinwitwe Cixi, Palastmuseum Peking

Bei seinem Besuch am Kaiserhof von China im Juni 1905 schuf er seine beiden bekanntesten Gemälde: Porträts der Kaiserinwitwe Cixi, eines nach deren Vorgaben ohne Schatten- und Tiefenwirkungen, heute im Museum des Sommerpalastes von Peking, und eines im europäischen Stil, heute im Besitz der Harvard Art Museums.
Vos malte Porträts, Genreszenen und Landschaften. Erhielt eine große Anzahl ausländischer Auszeichnungen.
Vos lebte und arbeitete in Brüssel, Paris von 1880 bis 1884, Brüssel bis 1885, England (London) bis 1892, Amerika (New York) 1893, Chicago 1893 und ließ sich in New York nieder.
Er nahm an Ausstellungen in Amsterdam, Rotterdam, Maastricht etc. 1880–1896 teil.